# 矢島鈞次
矢島 鈞次（やじま きんじ、1919年9月19日 - 1994年5月26日）は、日本の経済思想史家。東京工業大学名誉教授。

## 人物・経歴
京都府出身。1942年東京商科大学（現一橋大学）経済学科卒。上田辰之助ゼミ出身。文部省在外研究員、北京大学講師を経て、1953年東京学芸大学助教授、1966年教授、1968年東京工業大学教授、1980年定年退官、名誉教授、国際事情研究センター設立、同所長、1982年青山学院大学教授、1993年東京工業大学博士（学術）。教え子に山本忠通元国際連合事務総長特別代表など。

## 著書
- 『新中國の思想と展望』中文館書店 1947
- 『「資本主義精神論争」序説』東京学芸大学研究報告 ; 第6集別冊4 1955
- 『ケインズ動学入門 : 現代経済学への道』春秋社 1965
- 『新しいミクロ経済学 : 現実と理論のやさしい分析』春秋社 1969
- 『社会科学の危機 : 新しい社会科学の原点を求めて』春秋社 1970
- 『テクノミスト宣言 : 未領域科学への挑戦』ダイヤモンド社 1971
- 『就職拒否宣言 : ベンチャー・ビジネスマン入門』三崎書房 バニーブックス 1971
- 『ベンチャ-ビジネス入門 : 新独立意識論』三崎書房 misaki books 1972
- 『現代経済教室』ダイヤモンド社 エグゼクティブ・ブックス 1974
- 『企業は若者と共存できるか』寺門克共著 新評論 1974
- 『現代企業の経営指標』日本生産性本部 1974
- 『革命中国に何が起きているか』評論 1975
- 『増補版　企業は若者と共存できるか』寺門克共著 新評論 1975
- 『現代の国際環境』倉前盛通共著 春秋社 現代社会科学叢書 1976
- 『革新経済か自由経済か : このままでは日本経済は滅びる』日本経済通信社 NKTビジネス 1976
- 『韓国経済の挑戦 : 三星企業集団にみるそのエネルギーの秘密』日本経済通信社 NKTビジネス 1977
- 『報道されなかった中国』小貫範子共著 高木書房 1978
- 『調査とデ−タが証す台湾経済のすべて』日本経済通信社 1979
- 『台湾経済のすべて : 調査とデータが証す』日本経済通信社 1979
- 『新聞がふれない中国の素顔』日本経済通信社 1981
- 『新聞がふれない中東の情勢』日本経済通信社 NKビジネス 1982
- 『動き出した!アメリカの"葛藤"戦略 : 日本と世界を狙う恐るべき罠』太陽企画出版 1983
- 『ドルによる世界支配戦略 : その恐るべき官民政経一体作戦の実態 : アメリカン・コンフィデンシャル』プレジデント社 1984
- 『21世紀への中国の選択 : 資本主義と社会主義のはざまで』中央経済社 1985
- 『最新台湾経済のすべて』日本経済通信社 1986
- 『日本経済への脅威=韓国財閥なぜ強いか,これからどう動くか』日本実業出版社 1986
- 『円高につづく日本経済第3の衝撃 : 「したたかな商売人」米・ソの戦略構図』日本経済通信社 1986
- 『これからの10年間　ユダヤ・プロトコール超裏読み術 : あなたに起こるショッキングな現実』青春出版社 プレイブックス 1986
- 『近代経済学入門』春秋社 1986
- 『最新韓国経済のすべて』日本経済通信社 1987
- 『アメリポンの国際戦略 : 1990年代をリードするのはアメリカ+日本だ』日本経済通信社 1987
- 『決断の条件 : 韓国・三星グループ総帥・季秉喆からビジネスマン諸君へ』本教文社 1988
- 『日本が世界地図から消える日 : INF全廃・新デタントで始まった「日本切り捨て」戦略』日本経済通信社 1988
- 『「超国家」-世界を操る新しい力 : 日本人に見えない世界の真実』太陽企画出版 1988
- 『「平成」日本の命運 : 米ソ合作の"日本いじめ"戦略』日本経済通信社 1989
- 『1990年代日本の決断 : 変身しなければ生き残れない「世界新時代」が来る』経済通信社 1989
- 『「米ソ蜜月」の仮面を剥ぐ : 国際事情研究センター・レポート』日本経済通信社 1990
- 『世界新秩序と米ソ連合の反撃 : 1992年以降の 新デタント戦略に復権を賭ける米ソの野望』日本文芸社 1990
- 『日本の危機を読む : 情報化と国際化のつきつけるもの』社会経済国民会議・情報化対策国民会議 1990
- 『アメリカ一極支配と新太平洋戦略 : このままでは日本は世界から見放される』日本文芸社 1991
- 『激変の近未来予測これからの東アジア情勢 : 国際事情研究センター・レポート論』日本経済通信社 NKビジネス 1992
- 『これからの東アジア情勢 : 激変の近未来予測』日本経済通信社 1992
- 『十字軍と黒死病 : 資本主義黎明史』同文館出版 1993
- 『ドイモイの国ベトナム』窪田光純共著 同文舘出版 1993
- 『新ドイモイの国ベトナム』窪田光純共著 同文舘出版 1994
- 『1666年ロンドン大火と再建』同文舘出版 1994

### 編著
- 『ほんとうの世界を見る眼』日本経済通信社 1984
- 『新聞がふれないウソの世界真実の世界』日本経済通信社 1986
- 『社会党で日本は大丈夫か』日本経営者団体連盟広報部 1989
- 『21世紀へのメルクマール : 激変する世界情勢・その示唆する前途』日本経済通信社 1990
- 『現代社会の経済学』同文館出版 1990
- 『新自由主義の政治経済学』同文館出版 1991

### 編集
- 『新しい産業構造 : その政策と転換のシナリオ』加藤寛共編 民主社会主義研究会議 民社研叢書 1975
- 『経済の安全保障』民主社会主義研究会議 民社研叢書 1976
- 『経済をどう理解するか』阿部統共編 千曲秀版社 1976
- 『貿易戦争』高木書房 1978
- 『図解経済学』千曲秀版社 1978
- 『日本の宿題 : 80年代地球社会を生きる知恵』千曲秀版社 1979
- 『いま地球は回っているか』小貫範子共編 弘済出版社 1981
- 『続・いま地球は回っているか』小貫範子共編 弘済出版社 1981
- 『だれが地球を壊すのか : 国際政治経済入門』新開徹夫共編 弘済出版社 1982
- 『アメリカの裏戦略を読む』新開徹夫共編 ダイヤモンド社 1983
- 『日米は運命共同体なのか : マスコミが知らない国際情報徹底解明』新開徹夫共編 ダイヤモンド社 1983
- 『アメリカ対ソ連超大国の裏戦略を読む』新開徹夫共編 ダイヤモンド社 1984
- 『日本が再び孤児になる日 : 米ソ・パワーゲームの地政学』グリーンアロー出版社 1984

### 監修
- 『住宅革命進行中：積水科学ーハイムに賭けるフロンティア集団』弘済出版社 1979
- 『われら反骨の棟梁』弘済出版社 1980

### 翻訳
- リチャード・A.バイラス『ミクロ経済学 : 図解による分析』好学社 1969
- ジョン・ウッドワード『新しい企業組織 : 原点回帰の経営学』中村寿雄共訳 日本能率協会 1970
- 連邦準備制度理事会『アメリカ連邦準備制度 : 金融メカニズムの解明』春秋社 1971
- アレクサンダー, ケンプ, リプティンスキー編『ビジネス・エコノミスト』篠塚慎吾共訳 好学社 1971
- ネルソン, ペック, カラチェク『技術開発と公共政策』中村寿雄共訳 好学社 1972
- ジェームス・トービン『インフレと失業の選択 : ニュー・エコノミストの反証と提言』篠塚慎吾共訳 ダイヤモンド社 ダイヤモンド現代選書 1976
- 季天民『中国共産党史 劉少奇伝 : 鄧小平に未来はあるか』千曲秀版社 1979
- W.ヴェディゲン『現代の経済政策原理 : 社会的市場経済の理念と政策』渡部茂共訳 春秋社 現代社会科学叢書 1979
- ジョン・ロールズ『正義論』紀伊国屋書店 1979
- ノーマン・P.バリー『ハイエクの社会・経済哲学』春秋社 1984
- リチャード・A.バイラス, フランク・J.アレシオ『図解マクロ経済学』好学社 1980
- フリードリヒ・ハイエク『法と立法と自由 1』水吉俊彦共訳 春秋社 1987
- フリードリヒ・ハイエク『ルールと秩序』水吉俊彦共訳 春秋社 1998